# Ink & Dagger (álbum)
Ink & Dagger es el segundo y último álbum de la banda de post-hardcore Ink & Dagger, estrenado –de forma póstuma– a fines del 2000, tras la muerte de Sean McCabe a los 27 años. El álbum está dedicado a su memoria, e incluye una foto de Sean pequeño disfrazado de vampiro.
Este álbum –a diferencia de sus trabajos anteriores– está inspirado en menor medida por el hardcore punk, por lo que son citadas las bandas Rollerskate Skinny, Beach Boys y Stone Temple Pilots como influencia.
Fue publicado por Buddyhead Records, en los formatos CD y vinilo 12", este último limitado a mil copias.

## Lista de canciones
| N.º | Título                    | Duración |  |
| 1.  | «She Came Crashing»       | 4:28     |  |
| 2.  | «Sweet Relief of Revenge» | 3:26     |  |
| 3.  | «Sarcastic Sunrise»       | 1:57     |  |
| 4.  | «The Lines of Lies»       | 3:53     |  |
| 5.  | «Part Time Prophet»       | 4:16     |  |
| 6.  | «Den of the Scorpio»      | 1:35     |  |
| 7.  | «Absinthe»                | 1:23     |  |
| 8.  | «Lolita»                  | 2:31     |  |
| 9.  | «Creatures Like Us»       | 3:07     |  |
| 10. | «Omit»                    | 1:11     |  |
| 11. | «Facedremer»              | 7:37     |  |

## Créditos
| Banda - Sean McCabe – voces, programación - Don Devore – guitarras, programación - Joshua Brown – bajo; voces en "Facedremer" - Terrence Yerves – batería, percusión, ingeniero de sonido Músicos invitados - Kiki – voces (track 4) | Producción - Ink & Dagger – grabación, producción - Ivan Vásquez – masterización - Carlos Batts – fotografía - Thomas Sheeder – fotografía (en vivo) - Codependent – diseño - Scott Ewen – diseño original, layout |